# Андриевский, Виктор Никанорович
Виктор Никанорович Андриевский (укр. Віктор Никанорович Андрієвський; 11 ноября 1885, Полтава — 15 сентября 1967, Дорнштадт) — украинский общественно-политический деятель, публицист, педагог.

## Биография
Окончил 1-ю Полтавскую гимназию (1902) и естественное отделение физико-математического факультета университета Св. Владимира в Киеве (1903—1907). С 1909 года — преподаватель химии и товароведения в Полтавском коммерческом училище.
С того же года печатался в журналах «Рідний край», «Літературно-науковий вістник» и «Сніп».
В 1907—1917 — гласный Полтавского губернского земства, в 1913—1916 — гласный Полтавской городской думы, член Полтавской «Громады» (с 1912). Был членом правления губернского учительского союза.
В мае—июне 1917 года — один из основателей Украинской демократическо-хлеборобской партии. В 1917 году при новой власти вновь избран гласным Полтавской городской думы. С конца 1917 по апрель 1918 года был комиссаром народного просвещения УНР в Полтавской губернии. В 1919 году после установления советской власти оставил Полтаву и выехал в Галичину, где руководил продовольственным департаментом Госсекретариата ЗУНР.
В 1920 году в составе Государственной капеллы под руководством А. Кошица выехал в Польшу, где в 1920—1930-х годах работал директором украинской гимназии в лагере для интернированных в г. Калиш.
Опубликовал воспоминания о пребывании капеллы Кошица на Закарпатье. Впоследствии жил в Чехословакии и Германии.
В 1941 году — заместитель председателя Украинского национального комитета. После окончания Второй мировой войны занимался публицистикой.
Автор ряда книг о революции и гражданской войне на Украине 1917—1919 годов, в частности мемуаров «З минулого» («Из прошлого» в 2-х томах: том 1. «1917 рік на Полтавщині», ч. 1—2. Баку, 1921; том 2. «Від Гетьмана до Директорії». ч. 1—2. — Баку, 1923, переиздано 1963), по проблемам национально-государственного возрождения Украины: «До характеристики українських правих партій» (Баку, 1921), «На спомин про В. П. Оскілка» (Ровно, 1926), «Три громади. Спогади з 1885—1917 рр.» (Львов, 1938), «М. Лысенко» (1937, 1942), «Микола Міхновський. Нарис суспільно-політичної біографії» (Мюнхен, 1950). «Дві віри» (Миттенвальд, 1950), «Микола Лисенко — батько української музики» (Торонто, 1962), а также других монографий.

## Память
- Именем В. Андриевского названы улицы в нескольких городах Украины, в частности, в Полтаве, Каневе и других.